# کوکز (اسکیل)
کوکز (به ترکی استانبولی: Kökez) یک منطقهٔ مسکونی در ترکیه است که در اسکیل واقع شده‌است.